# Iwan Garwanow

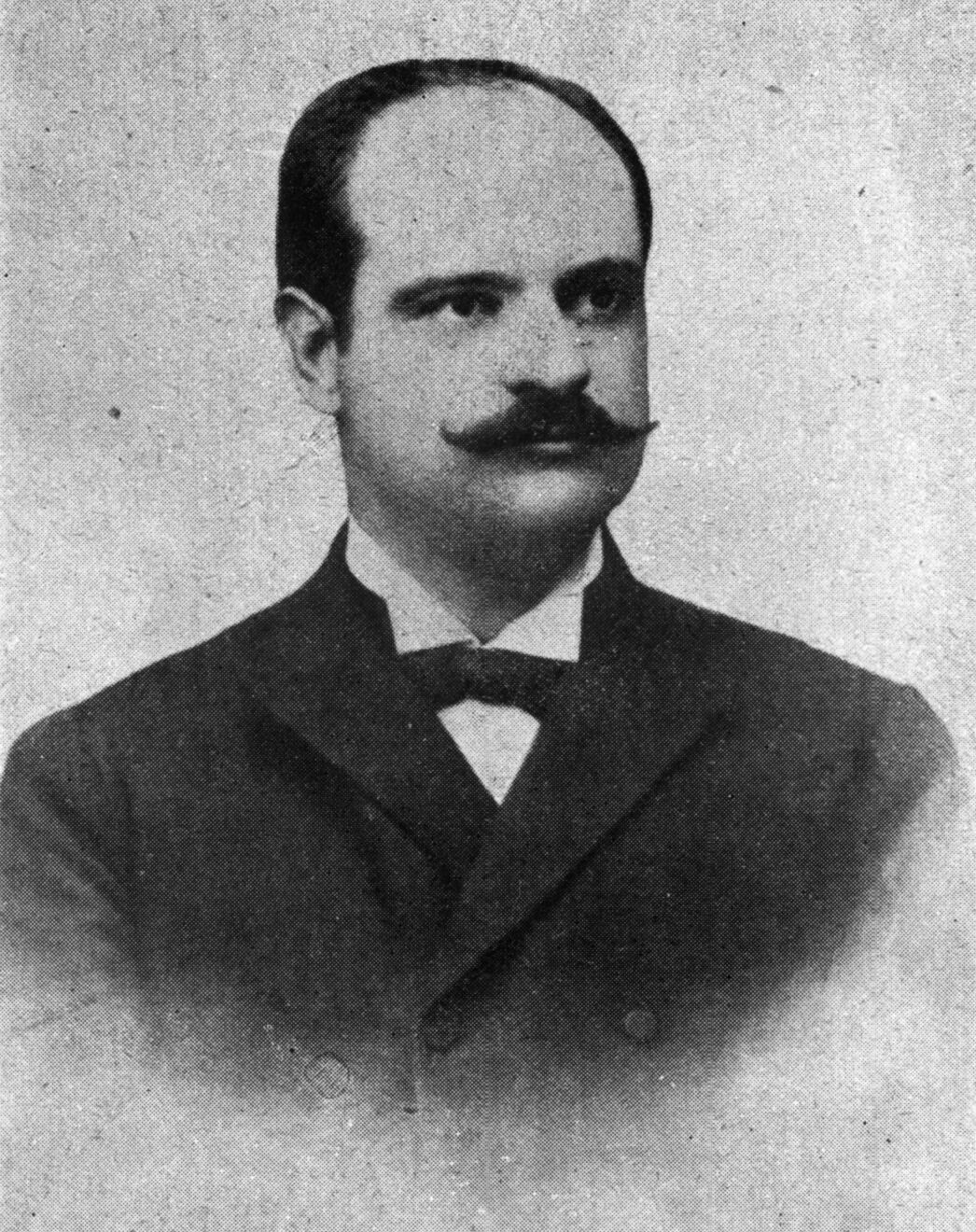
Iwan Garwanow

Iwan Georgiew Garwanow (bulgarisch Иван Георгиев Гарванов Ivan Georgiev Garwanov; * 23. Dezember 1869 in Stara Sagora im Osmanischen Reich, (heute Bulgarien); † 28. November 1907 in Sofia, Bulgarien) war ein bulgarischer Revolutionär und Vorsitzender des Zentralkomitees der BMARK (Bulgarischen Makedonisch-Adrianopeler Revolutionären Komitees/Български Македоно-Одрински революционни комитети) und Begründer der Geheimen bulgarischen Brüderschaft.

## Leben
Iwan Garwanow wurde in der thrakischen damals zum osmanischen Reich gehörigen Stadt Stara Sagora 1869 geboren. Er überlebte die Niederschlagung des Stara-Sagora-Aufstandes von 1875 und des Aprilaufstandes von 1876. Sein Vater starb während des russisch-osmanischen „Befreiungskrieges“ 1877/78 in der Schlacht von Stara Sagora als Freiwilliger in der russischen Armee. Nach der Befreiung Bulgariens besuchte Iwan in seiner Heimatstadt die Grundschule, ehe er 1888 das Gymnasium in Plowdiw abschloss. Danach schrieb er sich an der Sofioter Hochschule ein, die im selben Jahr ihre Tore geöffnet hatte. In Sofia studierte er gemeinsam mit dem späteren Freiheitskämpfer Dame Gruew, mit dem er sich anfreundete. 1892 absolvierte Garwanow die Hochschule in den Studienfächern Physik und Mathematik und zog für ein weiterführendes Studium nach Wien.
Später kehrte nach Bulgarien zurück und wurde 1894 Physiklehrer im bulgarischen Knabengymnasium im osmanischen Thessaloniki. Dort angekommen traf Garwanow 1896 erneut auf Dame Gruew, der inzwischen im Oktober 1893 die BMARK mitbegründet hatte. Als Vertreter des Evolutionismus vertrat Garwanow eine weit konservativere Idee zur Befreiung der nach dem Berliner Kongress (1878) unter osmanischer Herrschaft gebliebenen bulgarischen Gebiete. Er wurde neben seiner Lehrtätigkeit Mitbegründer der Geheimen bulgarischen Brüderschaft (GBB), die diese Richtung als Gegengewicht zum bewaffneten Kampf der BMAKR repräsentierte. Als Überlebender zweier gescheiterter Aufstände sah Garwanow dabei die Gefahr des Scheiterns eines verfrühten und nicht gut organisierten neuerlichen Aufstandes.

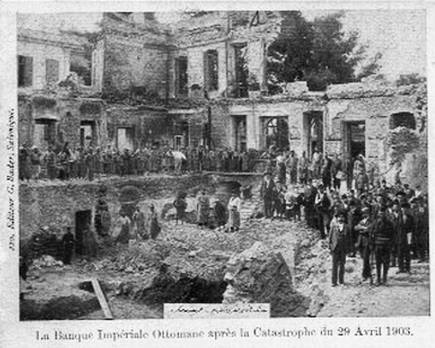
Die Ottomanische Bank in Thessaloniki nach ihrer Sprengung, April 1903

Um eine Zuspitzung des Machtkampfes zu verhindern, war Garwanow maßgeblich an den Verhandlungen mit Boris Sarafow für die Eingliederung der GBB in die BMARK beteiligt. Nach der Eingliederung Anfang 1900 wurde Garwanow Mitglied der Kampfgruppe von Serres (Revolutionäres Komitee von Serres der BMARK) und repräsentierte den gemäßigten Flügel der Organisation (auch „Garwanisten“ genannt). 1901 wurde er zum Vorsitzenden des Zentralkomitees der gesamten Organisation gewählt. Als solcher leitete er den Thessaloniki-Kongress von Januar 1903, der den Beschluss für den Ilinden-Preobraschenie-Aufstand fasste. Nach dem Bombenattentat von Thessaloniki im April des gleichen Jahres wurde er von der osmanischen Polizei verhaftet und auf der Insel Rhodos interniert. Dadurch konnte er nicht am Smilewo-Kongress und an dem von ihm vorbereiteten Aufstand teilnehmen.
1904 kam er durch eine Amnestie frei und ließ sich in Sofia nieder, wo er am Zweiten Sofioter Knabengymnasium als Lehrer unterrichtete. Er war auch weiterhin innerhalb der BMARK aktiv und unterstützte bei den internen Machtkämpfen Boris Sarafow gegen Jane Sandanski. Garwanow und Sarafow wurden dabei von der Fraktion um Chisto Manow unterstützt und bildeten den so genannten rechten Flügel der Organisation.
Auf dem Rila-Kongress der Organisation im Jahr 1905 beschuldigte Jane Sandanski Boris Sarafow proserbischer Handlungen, und es kam zum Streit zwischen beiden. Obwohl die Anhänger Sandanskis den Kongress der BMARK im Jahre 1905 verhinderten, wurde Boris Sarafow zusammen mit Iwan Garwanow und Christo Matow als Auslandsvertreter in einer außerordentlichen Sitzung von 23 Delegierten der Revolutionären Gebiete am 7. Dezember im selben Jahr wiedergewählt. Die beiden sich gegenüberstehenden Tendenzen in der BMARK, die gemäßigten unter Iwan Garwanow und die liberale Fraktion angeführt von Sarafow, kamen Anfang 1907 zu einer Übereinkunft und beendeten ihren Streit. Im selben Jahr verhalf Sarafow dem armenischen Revolutionär Garegin Nschdeh zum Eintritt in eine bulgarische Offiziersschule.
Die Organisation und die Entsendung von Tschetas (Milizen) nach Makedonien durch die Auslandsvertretung der BMARK in den Jahren 1906 und 1907 stieß auf starken Widerstand seitens der „Gruppe von Serres“ unter der Leitung von Sandanski. In der im November 1907 publizierten Resolution des Revolutionären Gebietes von Serres fanden sich unter den Anschuldigungen gegen Garwanow und Sarafow auch Behauptungen, dass diese „zusammen mit der bulgarischen Regierung das wahllose Eindringen von Massen von Tschetas ins Innere initiiert hätten“

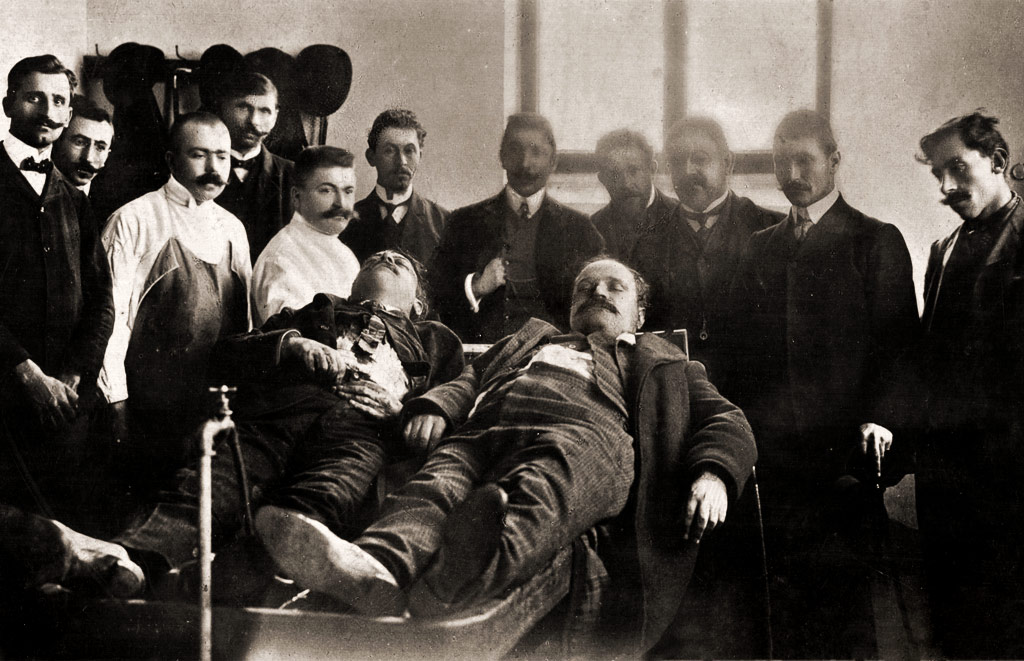
Die ermordeten Garwanow und Sarafow

Am 28. November wurden Iwan Garwanow zusammen mit Boris Sarafow in dessen Haus von Todor Paniza erschossen. Paniza war ein enger Verbündeter von Jane Sandanski und hatte bereits einen Monat zuvor Michail Daew, einen weiteren politischen Gegner Sandanskis innerhalb der BMARK, erschossen und dessen Platz an der Spitze seines revolutionären Gebietes eingenommen. Christo Matow überlebte das Attentat, weil er sich zum Treffen der Drei verspätet hatte.
Als Rache für die Ermordung von Sarafow und Garwanow beschloss die Führung der BMARK auf dem Kjustendil-Kongress 1908 die Ermordung Sandanskis, die jedoch erst 1915 nach mehreren Fehlversuchen gelang. Todor Paniza wurde am 8. Mai 1925 im Wiener Burgtheater von Mentscha Karnitschewa ebenfalls als Racheakt wegen Verrates und der Ermordung von Sarafow und Garwanow ermordet. Der Mord wurde im Auftrag des Vorsitzerden der BMARK, Iwan Michajlow, von seiner Ehefrau Mentscha ausgeführt.